# Robert Biket
Robert Biket, né au XIIe siècle et mort au XIIIe siècle, est un écrivain anglo-normand.
Robert Biket est l’auteur du Lai du cor, une œuvre du cycle arthurien qui parodie les idéaux chevaleresques en racontant l’histoire d’une corne à boire qui ne sert pas les cocus.
Li rois Arzurs le prit
A sa bouche le mist
Kar beivre le quida,
Mes sour lui le versa
Cuntreval desk'as pez :
En fut li rois irrez

## Œuvre
- Dr. Fredrik Amadeus Wulff, Le lai du cor. Restitution critique, Lund, C.W.K. Gleerup, 1888

## Référence
- Le lai du cor ; Le manteau mal taillé : les dessous de la Table ronde, Éd., trad., annotation et postf. de Nathalie Koble ; préf, d’Emmanuèle Baumgartner, Paris, Éd. Rue d'Ulm, 2005,  (ISBN 2728803471)